# Ümran Ertiş
Ümran Ertiş (13 de abril de 1996) es una deportista turca que compite en tenis de mesa adaptado. Ganó una medalla de plata en los Juegos Paralímpicos de Londres 2012 en la prueba de equipo (clase 6-10).

## Palmarés internacional
| Juegos Paralímpicos | Juegos Paralímpicos   | Juegos Paralímpicos | Juegos Paralímpicos |
| Año                 | Lugar                 | Medalla             | Prueba              |
| ------------------- | --------------------- | ------------------- | ------------------- |
| 2012                | Londres (Reino Unido) | Medalla de plata    | Equipo 6-10         |